# Il ponte di Langlois
Il ponte di Langlois è una serie di dipinti del pittore olandese Vincent van Gogh, realizzati nel 1888 e conservati presso il Rijksmuseum Kröller-Müller di Otterlo (F 397), il Museo Wallraf-Richartz di Colonia (F 570) e il Museo Van-Gogh di Amsterdam (F 400). Una quarta versione (F 571) a olio e un acquerello (F 1480) sono conservati presso collezioni private.

## Descrizione

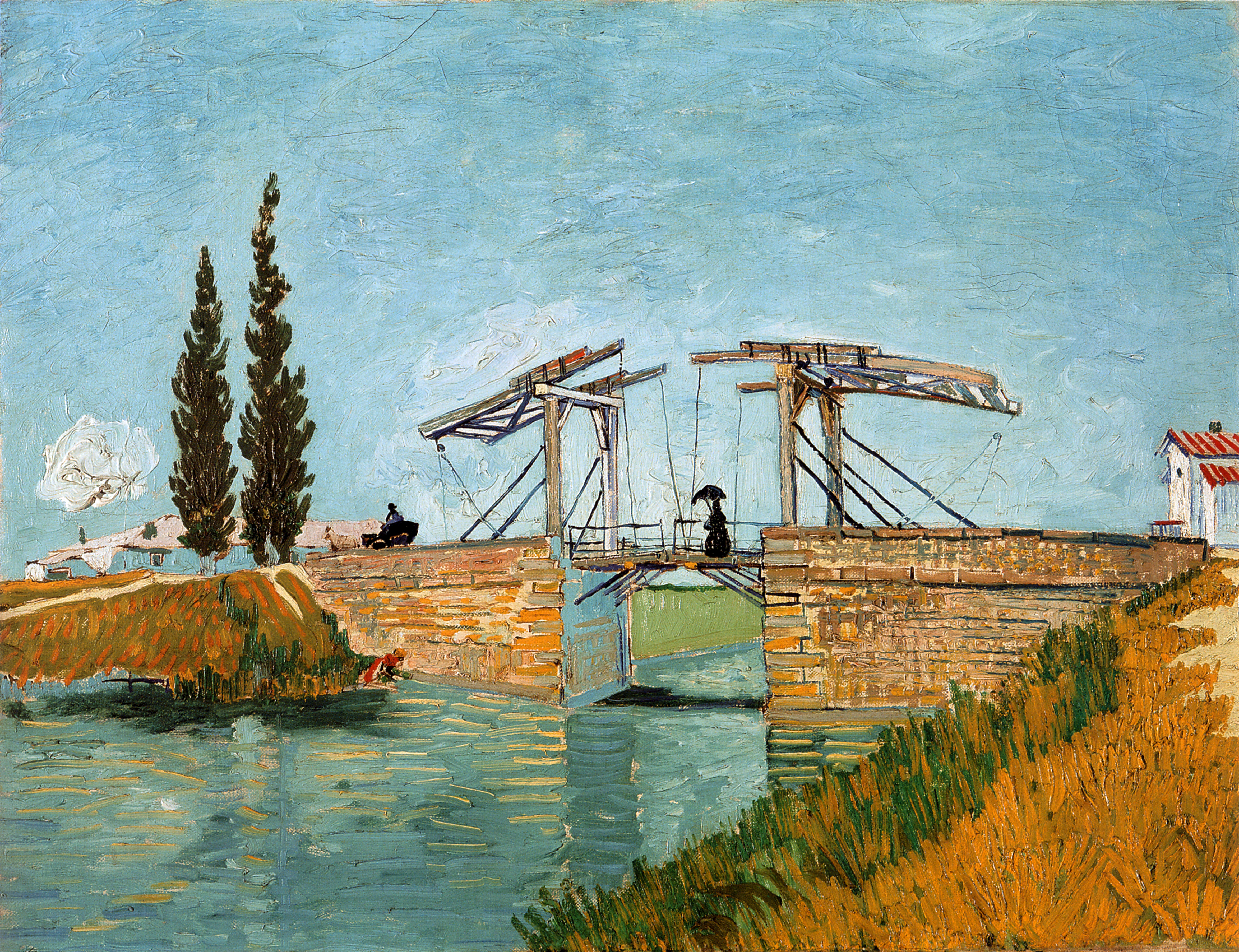
Vincent van Gogh, Il ponte di Langlois ad Arles e donna con ombrello (Arles, maggio 1888); olio su tela, 49,5×64 cm, Wallraf-Richartz-Museum, Colonia. F 570, JH 1421.

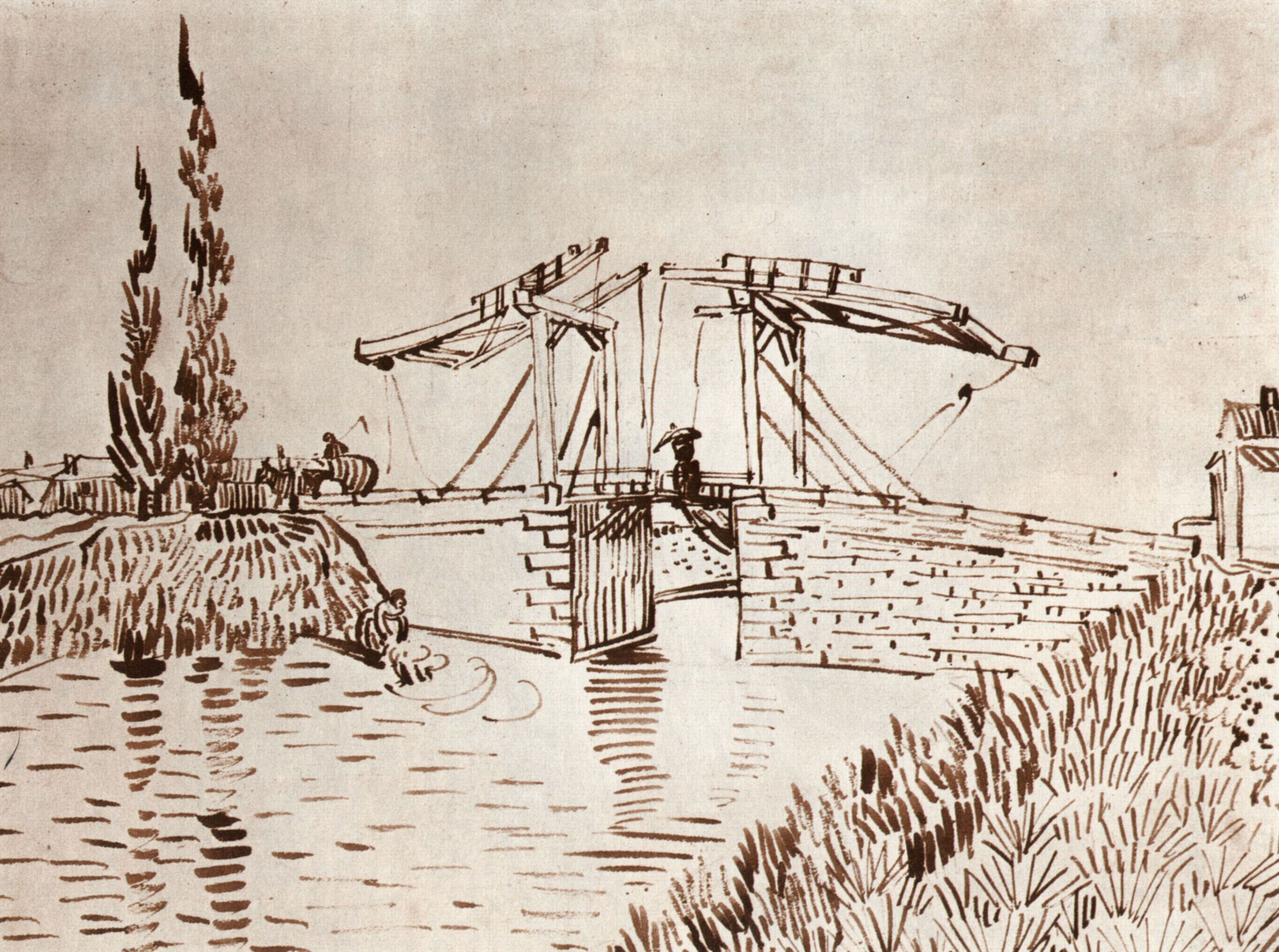
Vincent van Gogh, Il ponte di Arles (1888); disegno, 23,5×31 cm, Los Angeles County Museum. F 1741.

Spronato dai soggiorni bretoni dell'amico Gauguin, nel 1888 Vincent van Gogh decise di lasciare Parigi e di recarsi ad Arles, in Provenza, alla ricerca di un'ambientazione meno frenetica e maggiormente idonea per portare a compimento la sua febbricitante maturazione pittorica. La meta, con l'esuberanza dei suoi colori e della sua luce, rispose perfettamente alle esigenze del pittore, che vi ritrovò quel «Giappone europeo» favoleggiato da decenni dalla scena intellettualistica francese. Van Gogh fu entusiasmato da quello che gli appariva come un vero e proprio «paradiso terrestre», come si può facilmente intuire dalla seguente missiva che indirizzò al fratello Théo:
(Vincent van Gogh)
In questo contesto galvanizzante van Gogh diede libero sfogo al suo spirito creativo e approdò ad una tavolozza sfolgorante, lucente, nella quale proietta sé stesso. Se, durante il periodo olandese, il pittore era talmente addolorato da non concedere spazio all'allegria del colore, ad Arles egli trasfigura la realtà secondo i propri sentimenti, finalmente vivaci e rigogliosi, proprio come il sole del Sud. A Théo confidò di trovarsi in uno «stato febbrile», rilevando poi: «non sarei affatto sorpreso se gli impressionisti trovassero da ridire sul mio nuovo stile, che è stato alimentato dalle idee di Delacroix piuttosto che dalle loro. Infatti, invece di ritrarre fedelmente quello che mi sta davanti agli occhi, mi servo molto più liberamente del colore per esprimermi con maggior vigore». Si veniva così a creare un vero e proprio sincretismo visivo-psichico, in cui i colori assurgevano a dignità di «concetti poetici» dove «visione e sentimento, occhio e cuore [potessero parlare] all'unisono» (Federica Armiraglio).
Le urgenze espressive di van Gogh qui investono il ponte pedonale di Langlois, così nominato in onore dell'anziano custode che ne assicurava il funzionamento. L'artista osserva la scena dalla sponda sinistra del fiume, dove alcune lavandaie, rannicchiate tra l'argine fluviale e la struttura muraria del ponte, sono intente al risciacquo della biancheria usata. Dietro uno strato compatto di canne palustri troviamo un vecchio barcone, in parte sommerso nel fluttuante elemento, mentre sulla mezzeria del ponte procede leggera una calesse. Le varie entità oggettuali, tuttavia, sono completamente subordinate al sentire del pittore, che ad Arles scopre finalmente un mondo lucente e coloratissimo. «L'equilibrio cromatico» di quest'opera, commentano i critici Giorgio Cricco e Francesco di Teodoro, è «talmente luminoso da abbagliare» ed «è assicurato dal colore cristallino e uniforme del cielo che si riflette nelle acque appena increspate del fiume, assieme alla spalla destra del ponte». All'azzurro liquido del cielo, poi, fa da contrappunto il verde tenero dell'erba e il giallo, che con il suo sfolgorio riverbera e dà un palpito di vita a quest'ambientazione pastorale.